# Новик, Василий Лукьянович
Василий Лукьянович Новик (21 июля [3 августа] 1909, Цеперка, Слуцкий уезд, Минская губерния, Российская империя — 14 марта 1989, Цеперка, Минская область) — звеньевой молочного совхоза «Красная Звезда» Министерства совхозов СССР, Клецкий район Барановичской области, Белорусская ССР. Герой Социалистического Труда (1949).

## Биография
Родился в 1909 году в крестьянской семье в селе Цаперка. Участвовал в Великой Отечественной войне. После войны трудился полеводом в ордена Ленина племзаводе «Красная Звезда» Клецкого района. Был назначен звеньевым полеводческого звена.
В 1948 году звено Василий Новика собрало в среднем по 5 центнеров зерна клевера с каждого гектара. Указом Президиума Верховного Совета СССР от 30 марта 1949 года был удостоен звания Героя Социалистического Труда с вручением ордена Ленина и золотой медали «Серп и Молот».
Вместе с ним были удостоены звания Героя Социалистического Труда звеньевые совхоза «Красная Звезда» Владимир Матейко и Владимир Дубина.
Скончался в 1989 году.

## Награды
- Герой Социалистического Труда — указом Президиума Верховного Совета СССР от 30 марта 1949 года
- Орден Ленина